# Metro de Seúl

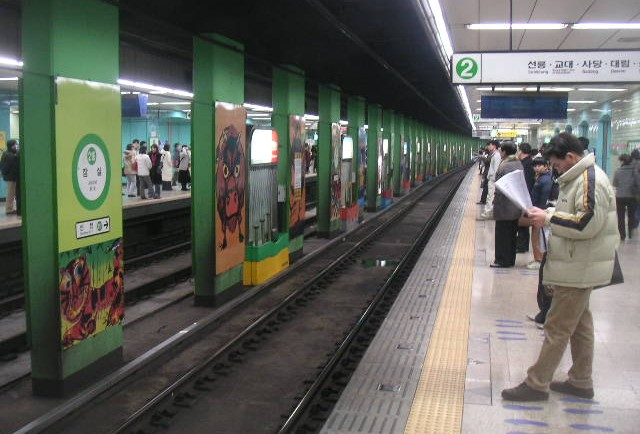
Estación Jamsil del Metro de Seúl.

El Metro de Seúl, oficialmente Metro Metropolitano de Seúl (en hangul, 수도권 전철; romanización revisada, Sudogwon Jeoncheol) es uno de los más extensos ferrocarriles metropolitanos construidos en el mundo, extendiéndose por Seúl, capital de Corea del Sur, y uniendo esta ciudad con su vecina Incheon. Su recorrido abarca 282 kilómetros distribuidos en nueve líneas, y se estima que se transportan ocho millones de pasajeros al día.

## Historia
La línea 1 fue construida entre los años 1971 y 1974, y entró en funciones el 15 de agosto de 1974.
El tramo entre las estaciones Seongsu y Sinseol-dong de la línea 2 fue construido entre 1978 y 1984, y posteriormente se añadió el tramo de las estaciones Sindorim a Kkachisan, en el año 1993. 
La línea 3 se construyó entre 1980 y 1993.
Entre los años 1980 y 1994 se construyó la línea 4.
La línea 5 fue construida entre 1990 y 1996.
El tramo de la línea 6, entre las estaciones Bonghwasan y Sangwolgok, entró en operaciones en agosto de 2000. En diciembre de ese mismo año se añadieron al recorrido cuatro estaciones más.

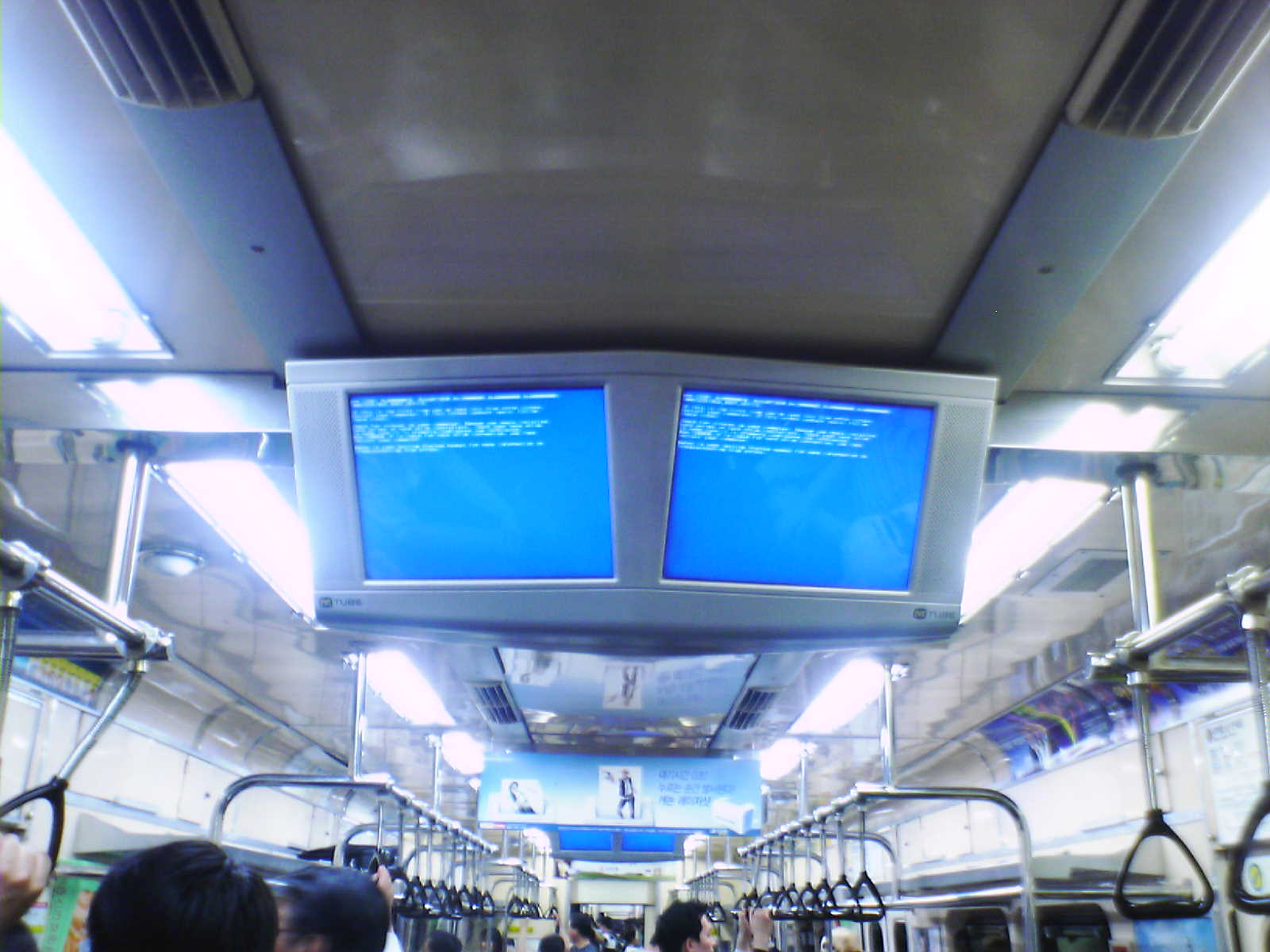
Pantalla azul en la Línea 3 del Metro de Seúl.

La línea 7 se construyó entre 1990 y 1996, y se concluyó en agosto de 2000.
La línea 8 fue construida entre 1990 y 1999.
La línea 9 entró en funcionamiento en el 24 de julio de 2009.

## Sistema de operadores
El metro de Seúl es operado por tres organizaciones, que se distribuyen el funcionamiento de las diversas líneas:
- Ferrocarriles Nacionales Coreanos, o Korean National Railroad, que opera la mayor parte de la línea 1, partes de las líneas 3 y 4, y la línea 9

- Corporación del Ferrocarril Subterráneo de Seúl, o Seoul Metropolitan Subway Corporation, que se ocupa de la línea 2, la parte subterránea de la línea 1, y la mayor parte de las líneas 3 y 4.
- Corporación del Ferrocarril Metropolitano de Seúl, o Seoul Metropolitan Rapid Transit Corporation, que maneja las líneas 5, 6, 7 y 8.

## Líneas
Las líneas en servicio y sus respectivos operadores son los siguientes:

### Líneas urbanas de Seúl
| Línea           | Terminales                     | Terminales                                    | Estaciones | Longitud (km)                    | Año de inauguración | Última extensión | Operador                                                                                         | Dueño                                                                     |
| --------------- | ------------------------------ | --------------------------------------------- | ---------- | -------------------------------- | ------------------- | ---------------- | ------------------------------------------------------------------------------------------------ | ------------------------------------------------------------------------- |
| Línea 1         | Yeoncheon                      | Incheon / Sinchang / Gwangmyeong / Seodongtan | 114        | 192,8 (Korail) 7,8 (Seoul Metro) | 1974                | 2024             | /                                                                                                | Gobierno del Corea del Sur / Gobierno Metropolitano de Seúl               |
| Línea 2         | City Hall / Seongsu / Sindorim | City Hall / Sinseol-dong / Kkachisan          | 51         | 60,2                             | 1980                | 1996             |                                                                                                  | Gobierno Metropolitano de Seúl                                            |
| Línea 3         | Daehwa                         | Ogeum                                         | 44         | 19,2 (Korail) 38,2 (Seoul Metro) | 1985                | 2010             | /                                                                                                | Gobierno del Corea del Sur / Gobierno Metropolitano de Seúl               |
| Línea 4         | Jinjeop                        | Oído                                          | 51         | 40,4 (Korail) 31,7 (Seoul Metro) | 1985                | 2022             | /                                                                                                | Gobierno del Corea del Sur / Gobierno Metropolitano de Seúl               |
| Línea 5         | Banghwa                        | Hanam-Geomdansan / Macheon                    | 56         | 52,3                             | 1995                | 2021             |                                                                                                  | Gobierno Metropolitano de Seúl                                            |
| Línea 6         | Eungam                         | Bonghwasan/Sinnae                             | 38         | 35,1                             | 2000                | 2019             | Gobierno Metropolitano de Seúl                                                                   |                                                                           |
| Línea 7         | Jangam / Dobongsan             | Seongnam                                      | 51         | 61,3                             | 1996                | 2021             | Gobierno Metropolitano de Seúl / Concejo Deliberante de Bucheon / Concejo Deliberante de Incheon |                                                                           |
| Línea 8         | Amsa                           | Moran                                         | 17         | 17,7                             | 1996                | 1999             | Gobierno Metropolitano de Seúl                                                                   |                                                                           |
| Línea 9         | Gaehwa                         | Centro Médico VHS                             | 30         | 40,6                             | 2009                | 2018             | Compañía de la Línea 9 del Metro de Seúl                                                         | Gobierno Metropolitano de Seúl / Compañía de la Línea 9 del Metro de Seúl |
| Metro ligero Ui | Bukhansan Ui                   | Sinseol-dong                                  | 13         | 11,4                             | 2017                | -                | UiTrans LRT                                                                                      | Gobierno Metropolitano de Seúl / UiTrans LRT                              |

- Línea 1, de color azul marino, es manejado en su mayoría por Korail, excepto en el tramo comprendido entre las estaciones Cheongnyangni hasta la estación central de Seúl, que es servido por la Corporación del Ferrocarril Subterráneo de Seúl. Esta línea tiene una conexión con el metro de la ciudad de Incheon, en Bupyeong (Línea 1) y Juan (Línea 2). Pasa por puntos importantes como Kwangwoon University, Cheongnyangni, Seoul Station, Yongsan, Yeongdeungpo, y más. Estos debido a que combinan con trenes regionales y/o larga distancia.
- Línea 2, de color verde, operada por la Corporación del Ferrocarril Subterráneo de Seúl. Es una línea circular con 2 ramales que salen de Seongsu, hacia Sinseol-dong, y otro que sale de Sindorim, hacia Kkachisan, combinando con la línea 5. Tiene puntos importantes como City Hall, Konkuk University (institución académica de gran importancia), Gangnam (centro de la ciudad) y Sindorim (centro de transporte, comercio, negocios).
- Línea 3, de color naranja, operada por la Corporación del Ferrocarril Subterráneo de Seúl, excepto en el tramo de las estaciones Jichuk a Daehwa, que es manejado por Korail. Pasa por puntos importantes como Yaksu, por proximidad a áreas como Dongdaemun y el Palacio Changgyeonggung, Yangjae, por ser una estación estratégica para aquellos que viajan hacia el sur de Seúl y las áreas suburbanas, Suseo, que tiene una terminal de SRT (Super Rapid Transit) que van a ciudades como Busan, Daegu, Mokpo, Daejeon y Gwangju. Y Garak Market que es una de las estaciones con acceso a uno de los mercados más grandes de Corea del Sur.
- Línea 4, de color azul claro en el mapa, es administrada por la Corporación del Ferrocarril Subterráneo de Seúl, excepto entre las estaciones Seonbawi a Oído, que son administradas por Korail. Tiene puntos importantes como Dongdaemun History and Culture Park, estación que es significativa debido a su proximidad a Dongdaemun Design Plaza y al Mercado de Dongdaemun, o Sadang, por lo céntrico que es.
- Línea 5, de color violeta o morado, es operada por la Corporación del Ferrocarril Metropolitano de Seúl. Tiene 2 ramales que nacen desde la estación Gangdong: Uno hacia Hanam-Geomdansan, y otro hacia Macheon. Puntos importantes tiene, como Yeouido, que es un importante centro de negocios, Wangsimni, que tiene una conexión importante con trenes suburbanos y otras líneas de metro.
- Línea 6, de color café anaranjado, es administrada por el Ferrocarril Metropolitano de Seúl. Tiene una especie de "rulo" que tiene estaciones como Eungam, Yeokchon, Bulgwang (Combinación con Línea 3), Dokbawi, Yeonsinnae (Combinación con Línea 3), Gusan y vuelve a Eungam. Tiene puntos importantes como Itaewon, que es un distrito multicultural en Seúl conocido por su diversidad de restaurantes, bares y tiendas, o Sinnae que combina con la Gyeongchun line, uno de los suburbanos de la ciudad.
- Línea 7, en color verde oliva, administrada por la Corporación del Ferrocarril Metropolitano de Seúl. Tiene puntos importantes como Konkuk University (institución académica de gran importancia), Sinpung, por su cercanía al KAIST, o Bupyeong-gu Office, que es un importante centro administrativo y comercial en la región.
- Línea 8, en rosa, que administra la Corporación del Ferrocarril Metropolitano de Seúl. Pasa por estaciones como Jamsil, que es un importante centro de entretenimiento y comercio en Seúl, conocido por el Parque Olímpico, el Estadio Olímpico de Seúl y el Lotte World, o Seokchon, que es una estación cercana al Parque Seokchon Lake, que es conocido por su belleza escénica y el Festival de Cerezos en Flor que se celebra allí.
- Línea 9, en dorado, operado por Ferrocarriles Nacionales Coreanos. Tiene servicios expresos que aplican no parar en algunas estaciones, y termina en Gimpo International Airport. Tiene estaciones como: Olympic Park, debido a que está cerca del Parque Olímpico de Seúl, que alberga varios lugares de interés deportivo y cultural, así como eventos y conciertos o Sports Complex, importante cercanía del Complejo Deportivo de Seúl, que incluye el Estadio Olímpico de Seúl y el Estadio de Béisbol de Jamsil.

### Líneas suburbanas
Además, hay otras líneas que conectan hacia más allá de lo que es la ciudad.
| Línea                        | Terminales                                       | Terminales                        | Estaciones | Longitud (km) | Año de inauguración | Última extensión | Operador                     | Dueño                                                                          |
| ---------------------------- | ------------------------------------------------ | --------------------------------- | ---------- | ------------- | ------------------- | ---------------- | ---------------------------- | ------------------------------------------------------------------------------ |
| AREX                         | Aeropuerto Internacional de Incheon (Terminal 2) | Estación de Seúl                  | 13         | 63,8          | 2007                | 2018             | Airport Railroad Corporation | Gobierno del Corea del Sur                                                     |
| Línea Gyeongui–Jungang       | Imjingang                                        | Estación de Seúl / Jipyeong       | 52         | 121,7         | 2005                | 2017             |                              | Gobierno del Corea del Sur                                                     |
| Línea Gyeongchun             | Cheongnyangni / Universidad Gwangwoon            | Chuncheon                         | 22         | 81,3          | 2010                | 2016             |                              | Gobierno del Corea del Sur                                                     |
| Línea Suin-Bundang           | Cheongnyangni                                    | Incheon                           | 63         | 104,6         | 1994                | 2020             |                              | Gobierno del Corea del Sur                                                     |
| Línea Shinbundang            | Gangnam                                          | Gwanggyo                          | 12         | 31,0          | 2011                | 2016             | NeoTrans                     | Gobierno del Corea del Sur / Shinbundang Railroad Corp, Gyeonggi Railroad Corp |
| Línea 1 del Metro de Incheon | Gyeyang                                          | International Business District   | 29         | 29,4          | 1999                | 2009             | Incheon Transit              | Concejo Deliberante de Incheon                                                 |
| Línea 2 del Metro de Incheon | Geomdan Oryu                                     | Unyeon                            | 27         | 29,1          | 2016                | -                | Incheon Transit              | Concejo Deliberante de Incheon                                                 |
| EverLine                     | Giheung                                          | Jeondae – Everland                | 15         | 18,1          | 2013                | -                | Neotrans                     | Concejo Deliberante de Yongin / Yongin Rapid Transit                           |
| Línea U                      | Balgok                                           | Tapseok                           | 15         | 11,1          | 2012                | -                | Uijeongbu LRT                | Uijeongbu LRT / Concejo Deliberante de Uijeongbu                               |
| Línea Gyeonggang             | Pangyo                                           | Yeoju                             | 11         | 54,8          | 2016                | -                |                              | Gobierno del Corea del Sur                                                     |
| Gimpo Goldline               | Yangchong                                        | Aeropuerto Internacional de Gimpo | 10         | 23,67         | 2019                | -                | Seoul Metro                  | Gobierno de la Ciudad de Gimpo                                                 |

## Proyectos de líneas nuevas

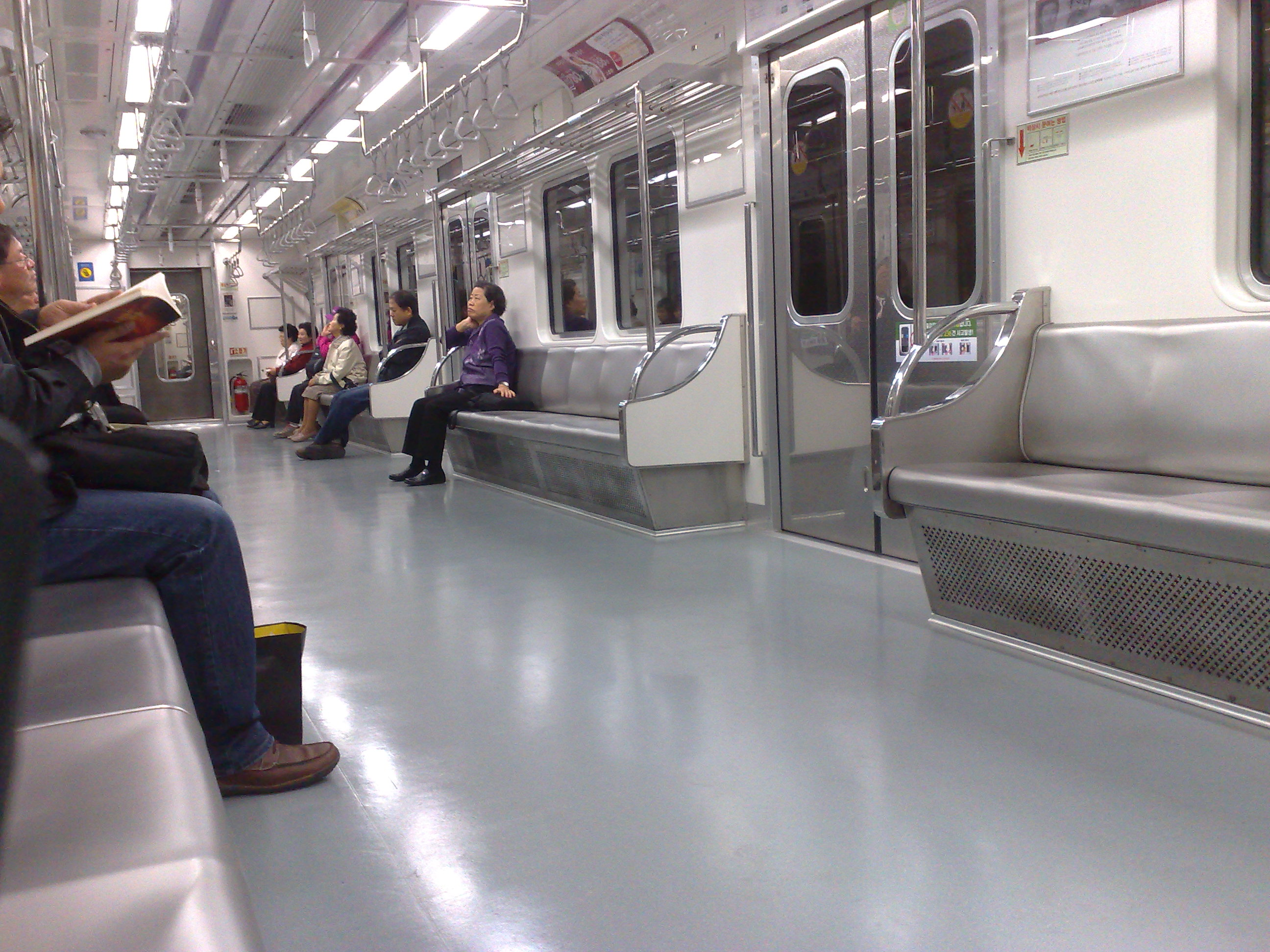
Vagón del Metro de Seúl en la línea 5.

Se espera que entren en operaciones los siguientes proyectos de líneas nuevas:
- La Línea Daegok-Sosa, que está en construcción, tendrá una longitud de 18,36 km y conectará las comunidades de Daegok y Sosa con el Aeropuerto Internacional de Gimpo. Este línea abrirá en el año 2021.
- La Línea Silim, que está en construcción, conectará el distrito de Yeongdeungpo con la Universidad Nacional de Seúl. Este línea abrirá en el año 2022.

## Tickets
| Tickets    | 450 wones (0,33€) | 720 wones (0,53€) | 1350 wones (0,99€) |
| ---------- | ----------------- | ----------------- | ------------------ |
| 7-12 años  | x                 |                   |                    |
| 13-18 años |                   | x                 |                    |
| +19 años   |                   |                   | x                  |

Para mayores y discapacitados es gratuito.
Sinbundang Line Ticket: 1750 won
EverLine y U Line Ticket: 1300 won
Tarjetas: T-money, Upass y KB free pass.